# 伊藤ゆき
伊藤 ゆき（いとう ゆき、本名:伊藤 友紀〈いとう ゆき〉）は、日本のラジオパーソナリティ、ナレーター、声優、ディレクター、プロデューサーである。
伊藤ゆき（YUKKY）とも表記される。愛称、YUKKY（ユッキー）。

## 人物
- 東京都稲城市の病院で生まれ3歳まで立川市で過ごす。その後、神奈川県秦野市鶴巻から秦野市内。
- 新体操、水泳、バレーボール、ゲートボール、柔道、を習っていた。
- 幼い頃は重度の小児喘息で入院をしていた。また、いじめに遭ったことがきっかけでラジオを聴くようになる。
- 10代はファンク、ロックバンドでジャズベースを弾きスタジオミュージシャンを目指し活動していたが体を痛めベーシストの夢を諦めた。
- 弟の同級生がLUNA SEAのドラマー、真矢の兄の子供だったことがきっかけで、精肉店しんき亭でアルバイトをしていたことがある。曾屋神社例大祭、秦野たばこ祭では、店頭で焼き鳥を焼いていた。
- バンドのボーカルやテレビ、映画のエキストラ、CM出演等を経て、TBSテレビ 兼高かおる世界の旅 の音声、東京FM JET STREAM 、ウッチャンナンチャン、とんねるず、また、ビッグネームが多く名を連ねた番組ラジオ関東 電撃わいどウルトラ放送局、横浜探偵団とれたてマンゴスチン等の番組を手掛けてきたプロデューサーの目に留まり、ラジオ日本 横浜探偵団、ラジオ日本小田原放送局ラジオウエスト ラジカルランドで2000年11月２つの番組同時デビュー。
- 2002年、ラジオ日本  ROCK RUSH RADIOメインパーソナリティーとして放送開始。
- 2010年、ラジオ日本小田原放送局ラジオウエスト ラジカルランドは YUKKYのラジカルランド に変更。
- 特技は悪意に満ちたモノマネ。何でもない原稿をカム（ラジオ日本パーソナリティプロフィールより）。
- 父親は長野県南佐久郡川上村出身。日産のテストドライバー後に実験部。
- 親戚はJAXA宇宙飛行士、油井亀美也。2015年7月23日誕生日当日、国際宇宙ステーションに向けて飛び立った。
- 2000年デビュー当初は古口友紀で出演。後に本名の伊藤友紀、いとうゆき、2003年伊藤ゆきに変更。
- 脚が悪く現在は杖を使用（本人のInstagramより）

## 主な出演

### ラジオ番組
レギュラー
- ROCK RUSH RADIO（ラジオ日本）パーソナリティ
- 横浜探偵団（ラジオ日本）2000年～2001年 パーソナリティ古口友紀として
- ラジカルランド（ラジオ日本小田原放送局RADIO WEST）2000年～2012年 パーソナリティ
- YUKKYのラジカルランド（ラジオ日本小田原放送局RADIO WEST)2012年～2018年 パーソナリティ
- ビートきよしのオレのもんだせ！イセザキモール（ラジオ日本）2012年～2013年 アシスタント
- 冠二郎特別番組（ラジオ日本）ナレーション
- 三沢あけみ特別番組（ラジオ日本)司会進行
- BAY QUARTER CLUB（ラジオ日本） オープニングナレーション

### ラジオスポット・テレビCM他
- 参議院議員選挙（日テレ、全国（NHK）TV、ラジオスポット）
- 神奈川県交通安全協会
- 法務省教材ナレーション
- 総務省(デンパ君)声優
- 内閣府
- 花キューピット（ナレーション・CMソング）（FMヨコハマ）
- NTTドコモ（docomoラジオCM）
- 小田原ラスカ
- 湯本富士屋ホテル
- 神奈川県トラック協会（ニッポン放送、FMヨコハマ）
- 神奈川県トラック協会(ラジオ日本 甲子園を目指して)
- ラジオ日本ラジアントホール
- 横浜ワールドポーターズオープニングCM（FMヨコハマ）
- 他、(日テレアックスオン)、(NHK)、ラジオドラマ、CM、声優、ナレーション、番組公開録音司会など。